# Константин (Кардаменис)
Митрополит Константин (греч. Μητροπολίτης Κωνσταντίνος в миру Василиос Кардаменис греч. Βασίλειος Καρδαμένης; 2 февраля 1910, Константинополь, Османская империя — 4 апреля 1984, Серре, Греция) — епископ Элладской православной церкви (и формально Константинопольского патриархата), митрополит Серронский и Нигритийский (1965—1984).

## Биография
Родился 2 февраля 1910 года в Константинополе, в Османской империи.
Поступил в Халкинскую богословскую школу, где в октябре 1931 года был пострижен в монашество в Свято-Троицком монастыре с именем Константин и рукоположен в сан иеродиакона. После окончания богословской школы в 1932 году, служил диаконом в Принкипонисской митрополии, а с 1933 по 1934 годы — в Халкидонской митрополии.
В 1936 году был рукоположен в сан иеромонаха, в марте того же года возведён в достоинство архимандрита. Служил проповедником в Серронской митрополии.
Во время Второй мировой войны, последовал за митрополитом Константином (Менгрелисом) в город Нигриту.
22 апреля 1956 года рукоположен в сан епископа и возведён в достоинство митрополита Мифимнийского.
16 ноября 1965 года избран митрополитом Серронским и Нигритийским.
Скончался 4 апреля 1984 года в городе Серре, в Греции. Погребён в кафедральном соборе Святых Архангелов. Его именем названа одна из улиц Серре.